# Begonia bamaensis
Begonia bamaensis là một loài thực vật có hoa trong họ Thu hải đường. Loài này được Yan Liu & C.I Peng mô tả khoa học đầu tiên năm 2007.